# تخريج (زركشة)
الخَرْج أو التخريج أو الزَرْكش القِيْطانيّ هو فن صنع زركشات متقنة من جديلة أو حبل ذهبي أو فضي أو تطريز أو حرير ملون أو خرز الملابس أو المفروشات.